# Fort d'Arches
Le fort d'Arches, appelé brièvement fort Berwick (son nom Boulanger) se trouve sur la commune de Pouxeux, commune française située dans le département des Vosges, en région Grand Est.

## Histoire
Le fort a été construit entre 1875 et 1877. C'est un ouvrage faisant partie des fortifications de l'Est de la France du type Séré de Rivières et fait partie à l'origine du rideau de défense de la Haute Moselle. Mais, en 1900, il est rattaché à la place fortifiée d'Épinal comme poste avancé (15 km au sud-est d'Épinal, vis-à-vis de la vallée de la Vologne).
Pendant la Première Guerre mondiale, le camp d’Arches formait les soldats avant la guerre en montagne.

## Gestion des sites
L'ouvrage a été acquis par la commune qui a conclu, le 4 juillet 2013 un bail emphytéotique pour confier la gestion et la surveillance au conservatoire d’espaces naturels de Lorraine qui protège et recense, dans les murs de cet ancien ouvrage militaire, plusieurs variétés de chiroptères. La municipalité de Pouxeux souhaiterait que le fort puisse ponctuellement être ouvert au public. Dans un premier temps, il sera question d'aménager seulement ses abords en vue de la création d’un sentier d'interprétation, ou sentier de découverte, autour du fort présentant l’ouvrage sous ses différents aspects, tout en leur apportant, à l’aide de panneaux, des éléments techniques et culturels sur ce fort de type Séré de Rivières.
Un bail de trente ans avec le Conservatoire des espaces naturels de Lorraine créé en 1984, car il renferme de nombreuses salles souterraines taillées dans le grès abritant des espèces de chiroptères : 
Trois espèces  de chiroptères ont élu domicile au sein de cet ouvrage militaire désaffecté : le fort abrite en hiver de petites colonies dont une de Grand murin et des Vespertilions en hibernation aussi.
4 sont inscrites à l'annexe II des Directives européennes (CE/92/43) pour la conservation des habitats naturels, et par la Convention de Bonn du 23 juin 1979 sur la conservation des chauves-souris en Europe, notamment la Barbastelle d'Europe.
Une association (L'ARFA) a été créée le 27 avril 2022 pour la restauration du fort d'Arches. Celle-ci a pour but de sauvegarder et de restaurer l'ancien ouvrage militaire, en collaboration avec la mairie de Pouxeux et le conservatoire d'espaces naturels.
Photos Thomas Bresson.

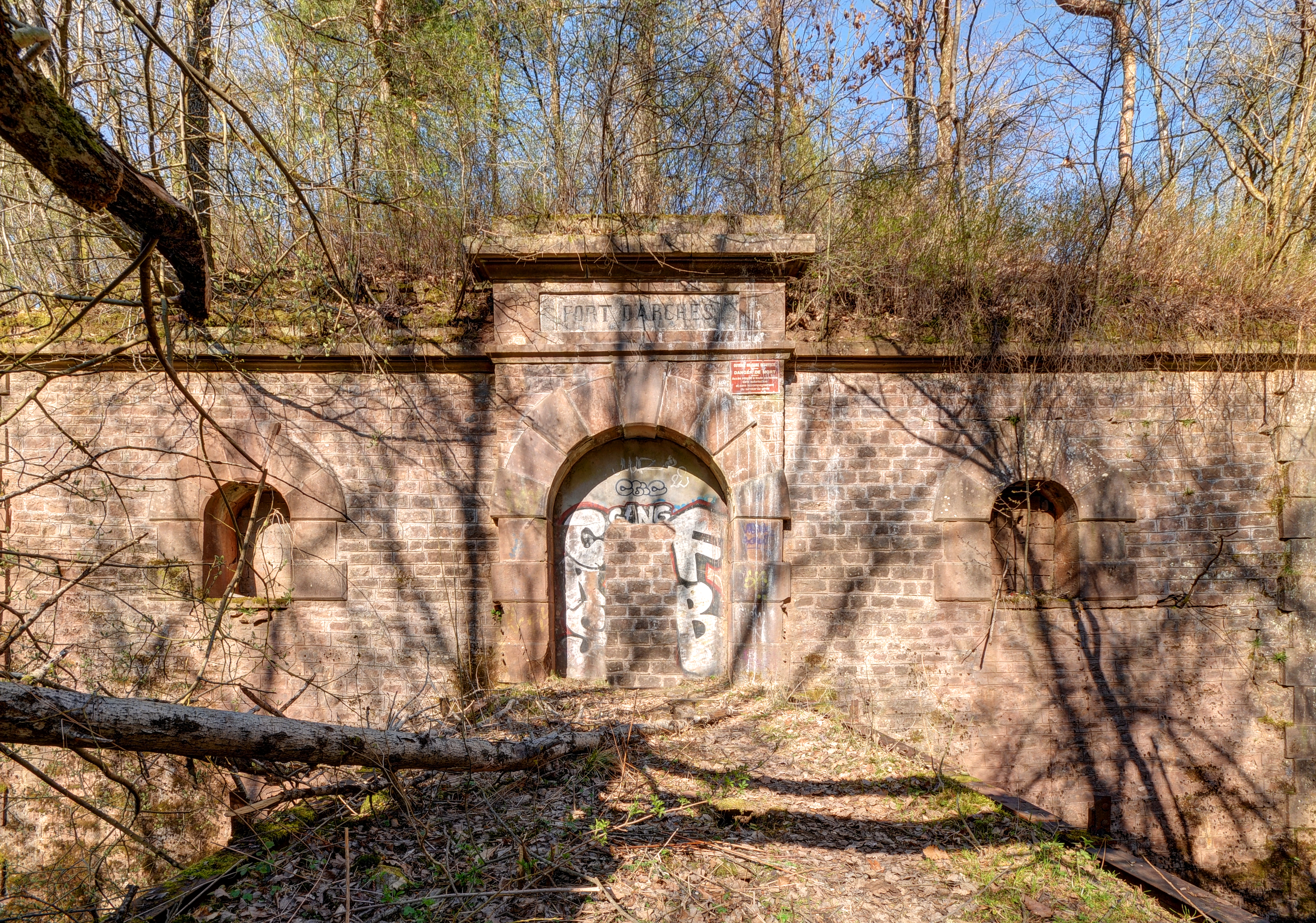
Entrée principale.
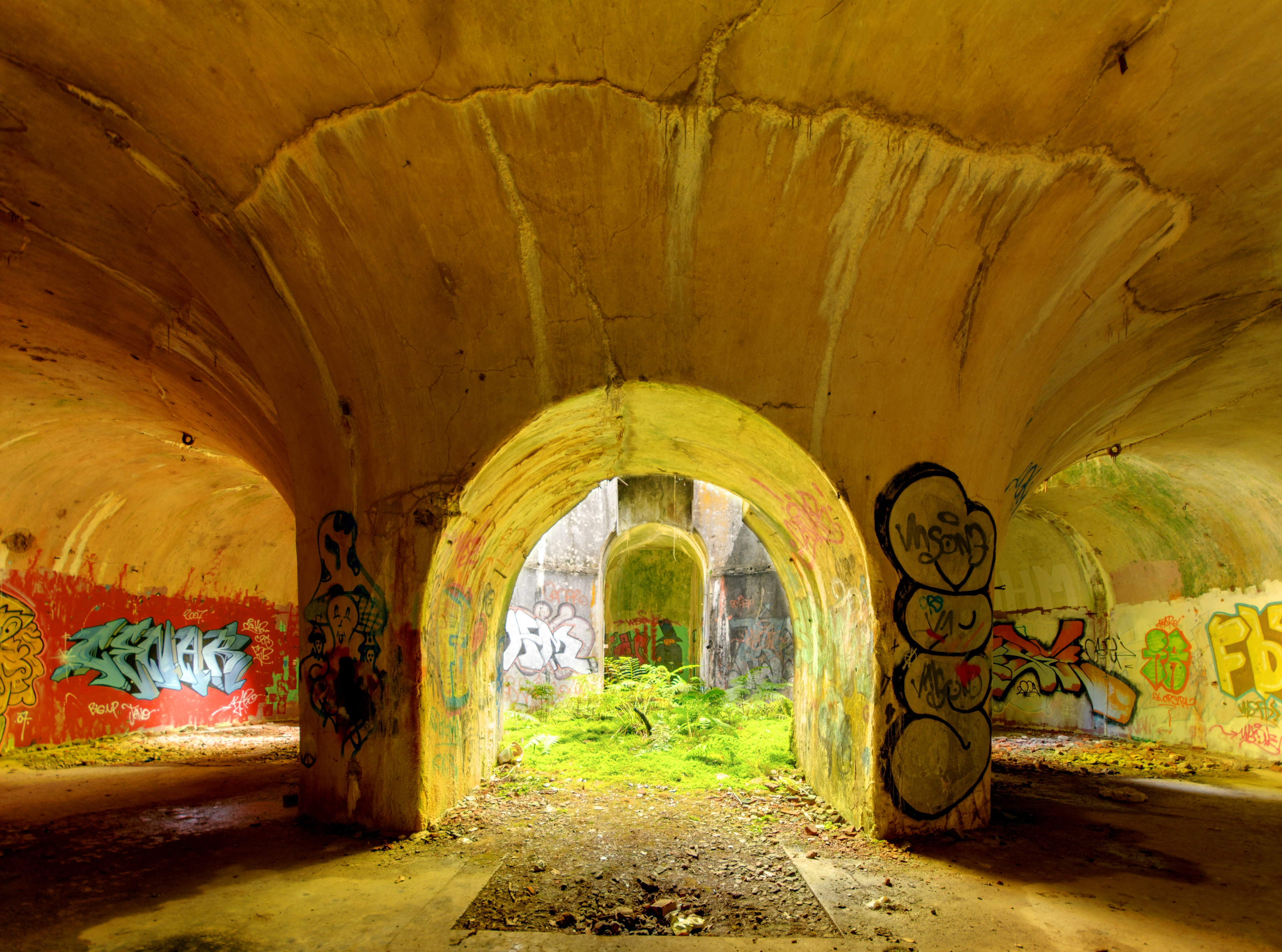
Puits de la tourelle Galopin de 155L.
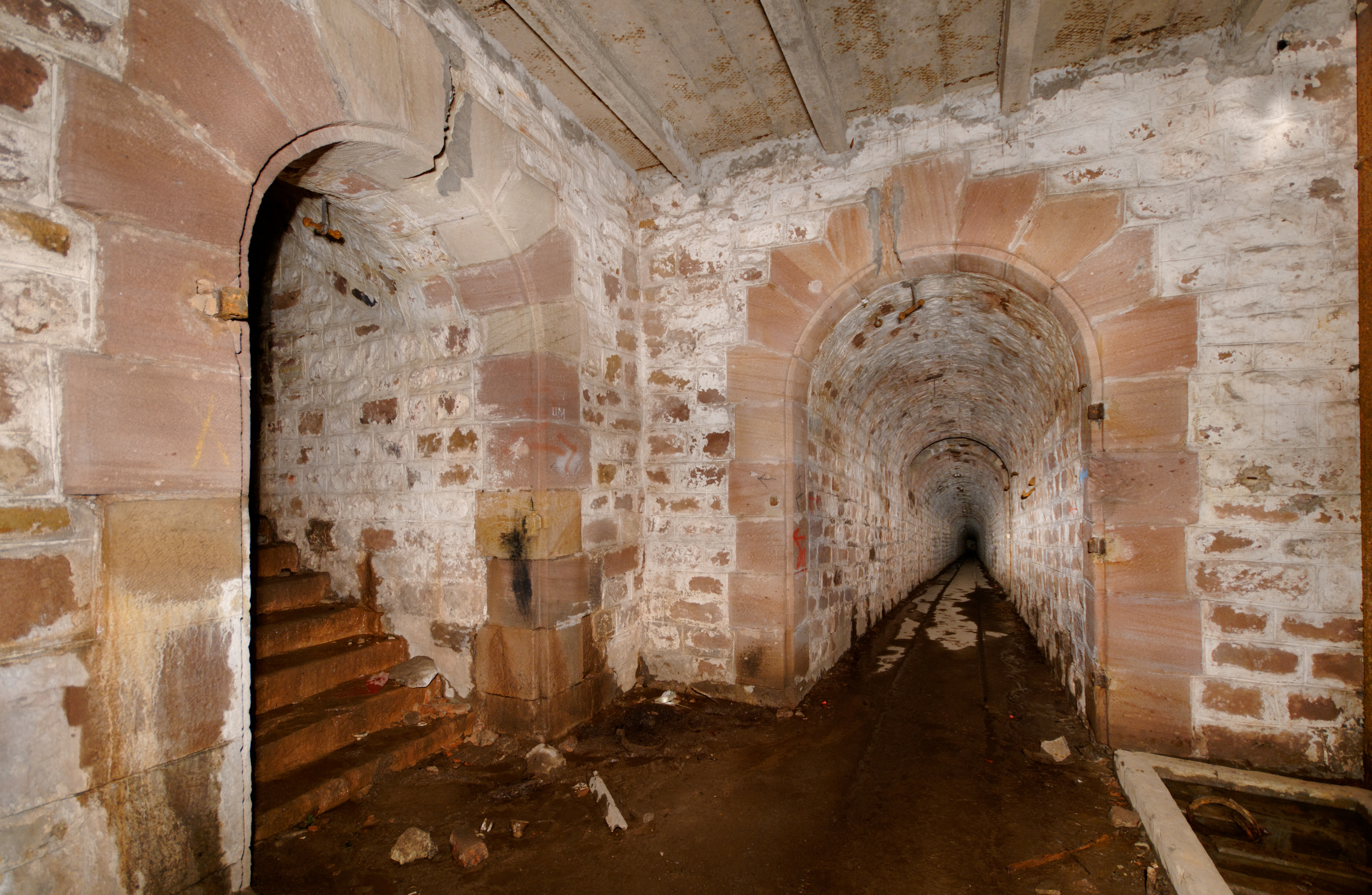
L'entrée de la galerie reliant les magasins sous roc au fort.
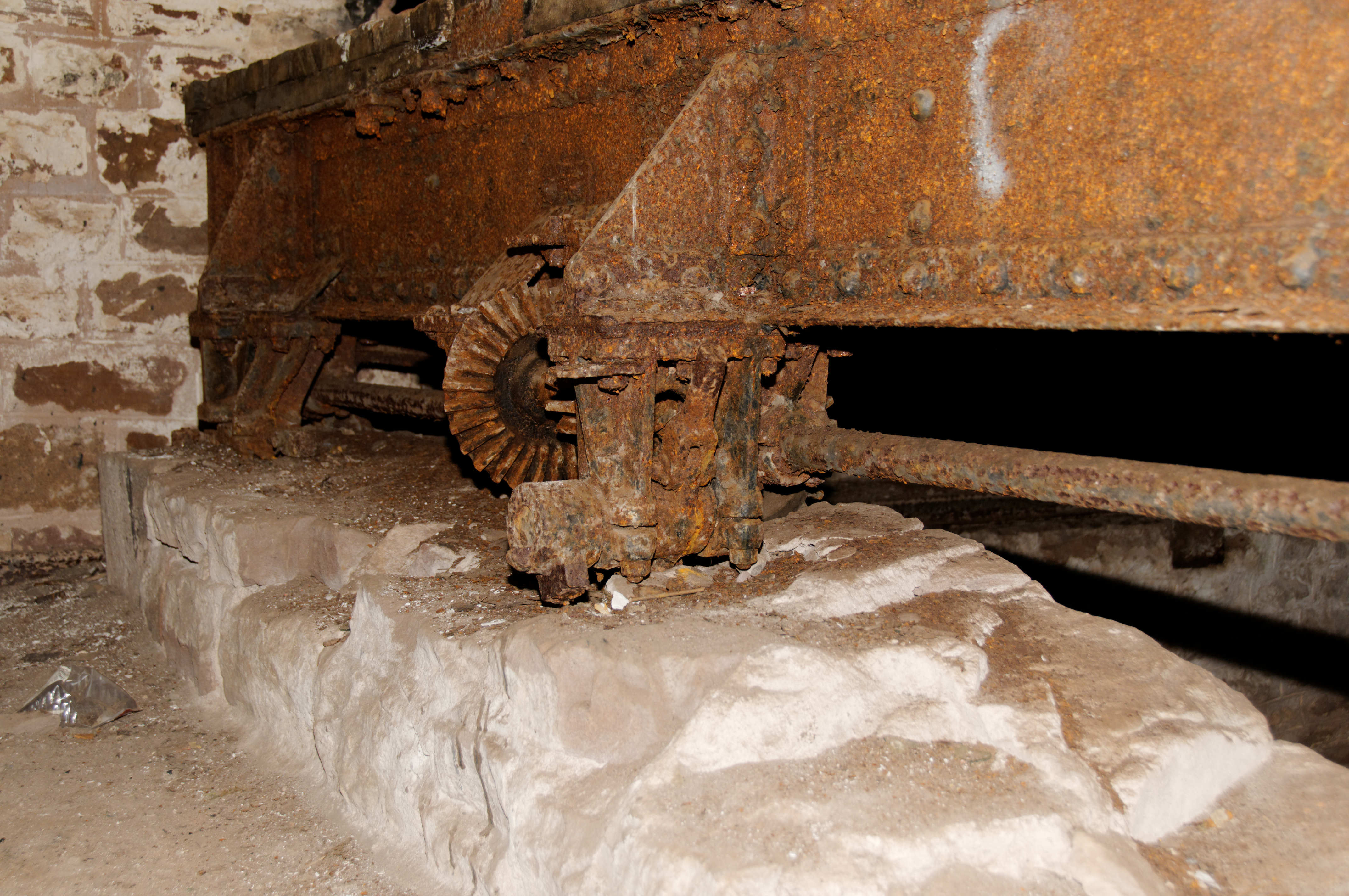
Détails du mécanisme du pont à effacement latéral.
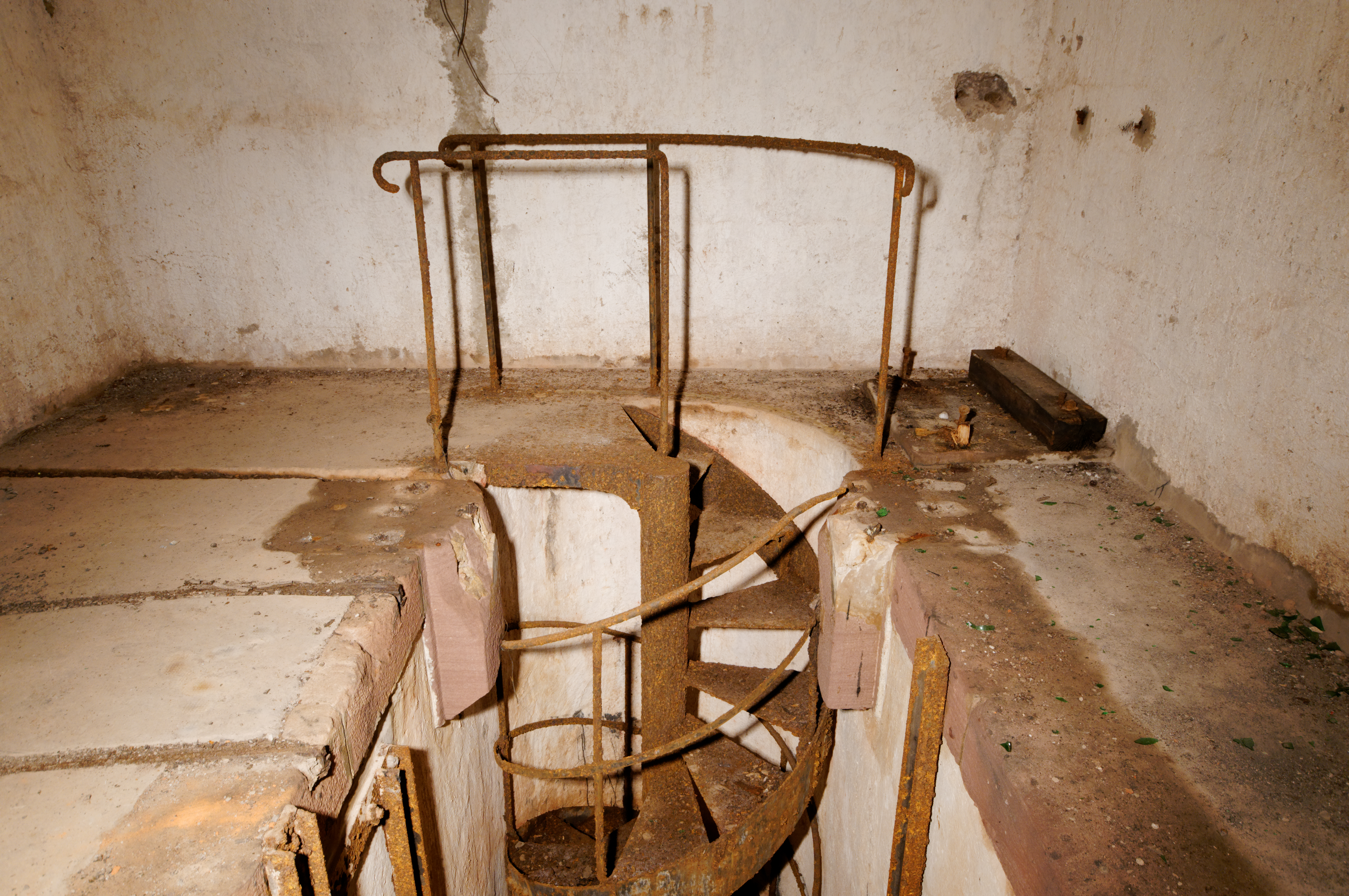
Détail d'un escalier hélicoïdal à proximité d'un des 2 monte-charges.
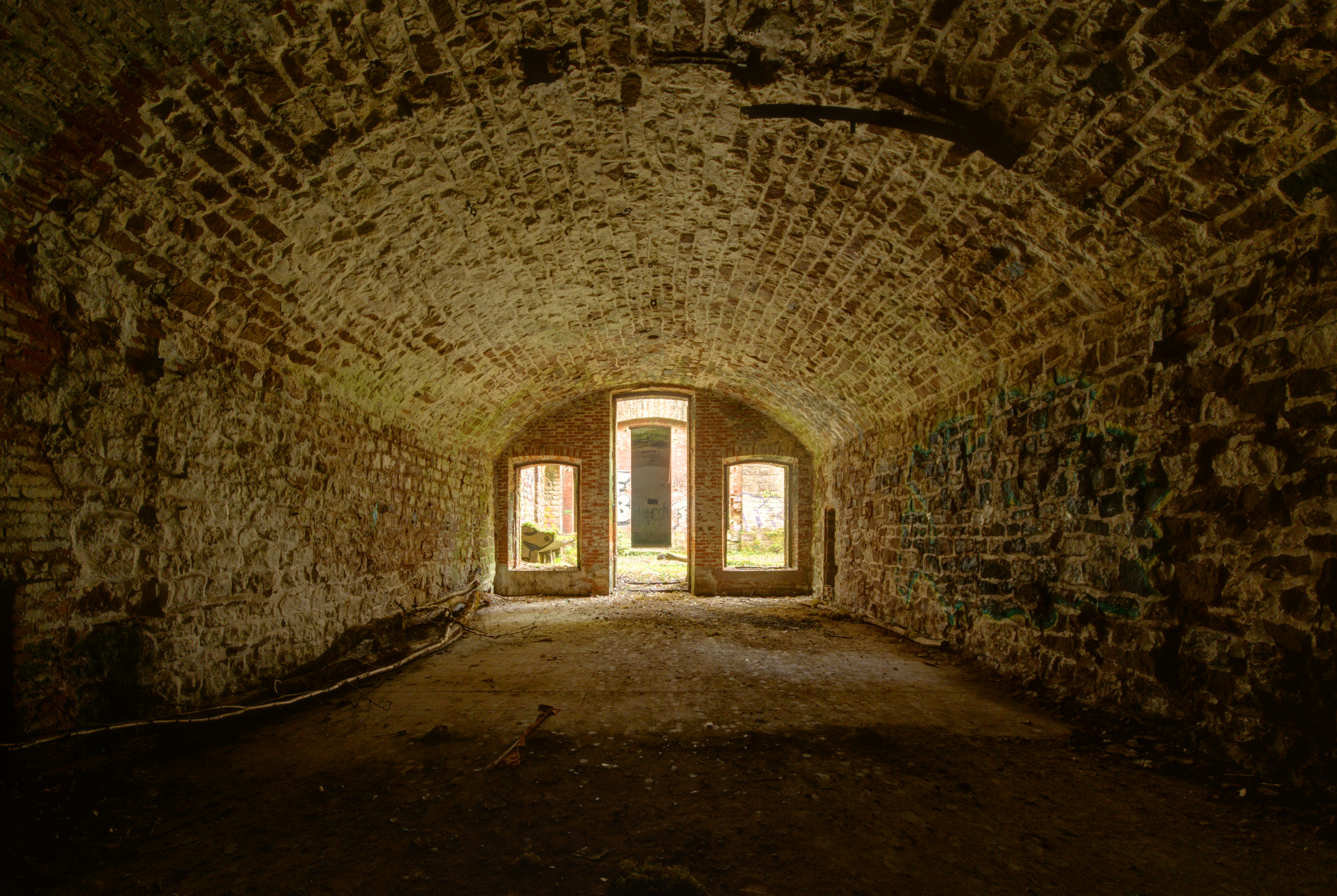
Une chambrée du casernement d'origine